# Montclar (Alpy Górnej Prowansji)
Montclar – miejscowość i gmina we Francji, w regionie Prowansja-Alpy-Lazurowe Wybrzeże, w departamencie Alpy Górnej Prowansji.

## Demografia
Według danych na rok 1990 gminę zamieszkiwało 327 osób, a gęstość zaludnienia wynosiła 14 osób/km². W styczniu 2015 r. Montclar zamieszkiwały 472 osoby, przy gęstości zaludnienia wynoszącej 20,2 osób/km².